# Coalville (Leicestershire)
Coalville ist eine Stadt in North West Leicestershire, England. 2001 hatte der Ort 4494 Einwohner.

## Lage
Coalville liegt an der A511 zwischen Leicester und Burton-upon-Trent, in der Nähe der Anschlussstelle 22 der M1, wo die A511 zwischen Ashby-de-la-Zouch und Leicester auf die A50 trifft.

## Mount St. Bernard Abbey
Drei Kilometer nordöstlich von Coalville wurde 1835 die bis heute bestehende Abtei Mount St. Bernard gegründet, das einzige Kloster der Trappisten in England.

## Söhne und Töchter
- Hugh Adcock (1903–1975), Fußballspieler
- Norman Bird (1924–2005), Schauspieler
- Joseph „Joe“ Bradford (1901–1980), Fußballspieler
- Harold Edwin „Eddie“ Clamp (1934–1995), Fußballspieler
- Thomas Hemsley, CBE (1927–2013), Opernsänger in der Stimmlage Bariton
- Thomas Edward Hopper (* 1985), Schauspieler
- Gregory Ashley Mayles (* 1971), Videospieldesigner und Creative Director des Videospielherstellers Rare